# Dermaleipa arcifera
Dermaleipa arcifera är en fjärilsart som beskrevs av George Francis Hampson 1913. Dermaleipa arcifera ingår i släktet Dermaleipa och familjen nattflyn. Inga underarter finns listade i Catalogue of Life.